# Owen Wilson
Owen Cunningham Wilson (sinh ngày 18 tháng 11 năm 1968) là một diễn viên người Mỹ. Anh đã được đề cử giải Oscar cho diễn viên nam và người viết kịch bản xuất sắc nhất. Anh nổi tiếng nhờ thành công trong các vai hài như John Beckwith trong phim Wedding Crashers và vai Hansel trong phim Zoolander. Wilson sinh ra ở Dallas, Texas, con trai của nhiếp ảnh gia Laura Wilson và Robert Andrew Wilson, một nhân viên quảng cáo của một đài truyền hình. Gia đình anh có gốc Ireland và theo Công giáo.

## Một số phim đã tham gia
| Năm  | Phim                                               | Vai                              | Ghi chú                               |
| ---- | -------------------------------------------------- | -------------------------------- | ------------------------------------- |
| 1996 | Bottle Rocket                                      | Dignan                           | Also short from 1994 of the same name |
| 1996 | The Cable Guy                                      | Robin's date                     |                                       |
| 1997 | Anaconda                                           | Gary Dixon                       |                                       |
| 1998 | Rushmore                                           | Edward Applebee                  |                                       |
| 1998 | Permanent Midnight                                 | Nicky                            |                                       |
| 1998 | Armageddon                                         | Oscar Choi                       |                                       |
| 1999 | Heat Vision and Jack                               | Heat Vision/Doug (lồng tiếng)    | TV                                    |
| 1999 | The Haunting                                       | Luke Sanderson                   |                                       |
| 1999 | Breakfast of Champions                             | Monte Rapid                      |                                       |
| 1999 | The Minus Man                                      | Vann Siegert                     |                                       |
| 2000 | Meet the Parents                                   | Kevin Rawley                     |                                       |
| 2000 | Shanghai Noon                                      | Roy O'Bannon                     |                                       |
| 2001 | Behind Enemy Lines                                 | Lt. Chris Burnett                |                                       |
| 2001 | The Royal Tenenbaums                               | Eli Cash                         | Oscar nomination (writing)            |
| 2001 | Zoolander                                          | Hansel McDonald                  |                                       |
| 2002 | I Spy                                              | Alex Scott                       |                                       |
| 2003 | Shanghai Knights                                   | Roy O'Bannon                     |                                       |
| 2003 | Yeah Right!                                        | Owen Wilson                      | Vai diễn khách mời                    |
| 2004 | The Life Aquatic with Steve Zissou                 | Ned Plimpton                     |                                       |
| 2004 | Meet the Fockers                                   | Kevin Rawley                     | Vai diễn khách mời                    |
| 2004 | Around the World in 80 Days                        | Wilbur Wright                    | Vai diễn khách mời                    |
| 2004 | Starsky & Hutch                                    | Detective Ken "Hutch" Hutchinson |                                       |
| 2004 | The Big Bounce                                     | Jack Ryan                        |                                       |
| 2005 | The Wendell Baker Story                            | Neil King                        |                                       |
| 2005 | Wedding Crashers                                   | John Beckwith                    |                                       |
| 2006 | Night at the Museum                                | Jedediah Smith                   | Không được ghi danh                   |
| 2006 | You, Me and Dupree                                 | Randolph Dupree                  | Also Produced                         |
| 2006 | Cars                                               | Lightning McQueen                | Lồng tiếng                            |
| 2007 | The Darjeeling Limited                             | Francis Whitman                  |                                       |
| 2008 | Drillbit Taylor                                    | Drillbit Taylor                  |                                       |
| 2008 | Marley & Me                                        | John Grogan                      | Hậu kỳ                                |
| 2009 | Night at the Museum 2: Escape from the Smithsonian | Jedediah Smith                   | filming                               |
| 2012 | Cars 2                                             | Lightning McQueen                | Lồng tiếng                            |